# Coroner (Band)
Coroner war eine Schweizer Thrash-Metal-Band aus Zürich, die von 1984 bis 1995 bestand. Coroner sind insbesondere für ihren progressiven, jazz-lastigen Stil sowie das Gitarrenspiel Tommy Vetterlis bekannt, obwohl zur Zeit ihres Bestehens der kommerzielle Erfolg ausblieb. Coroner spielten bis zu ihrem Ende immer in derselben Besetzung.

## Geschichte
Coroner wurden 1984 in Zürich gegründet. Zur ersten Inkarnation der Band gehörten Sänger Peter Attinger, Bassist Phil Pusztai, Drummer Marky Edelmann und die Gitarristen Tommy Ritter und Oly Amberg. Oly Amberg wechselte später zu Celtic Frost. Mit eben jener ebenfalls aus Zürich stammenden Band verbindet Coroner vor allem zu Beginn ihrer Karriere einiges. So übernahm Celtic Frosts Sänger Thomas Gabriel Fischer auf dem 1986 erschienenen Coroner-Demo Death Cult den Gesang, zu diesem Zeitpunkt waren die Mitglieder beider Bands seit einigen Jahren gut befreundet; der Amberg bei Coroner ersetzende Gitarrist Tommy Vetterli und Schlagzeuger Marky Edelmann wiederum waren als Roadies mit Celtic Frost auf Tournee. Zu Beginn ihrer Karriere firmierten die Musiker unter Pseudonymen. Sänger/Bassist Ron Broder nannte sich Ron Royce, Gitarrist Tommy Vetterli firmierte als Tommy T. Baron und Schlagzeuger Marky Edelmann nannte sich Marquis Marky.
Wie Celtic Frost wurden Coroner Mitte der 1980er Jahre vom deutschen Label Noise Records unter Vertrag genommen. Das erste Album R.I.P. erschien 1987. Das Album erhielt hervorragende Kritiken und verkaufte sich in Europa über 50.000 mal. Neben dem von progressiven Tendenzen, Jazz und klassischer Musik beeinflussten Stil zeichneten sich Coroner von Beginn an durch ein prägnantes Albumkonzept aus, das die Grundoptik aller Coroner-Alben bestimmt. Eine geplante Europatournee als Vorgruppe für M.O.D. wurde allerdings abgesagt. Die zweite LP Punishment for Decadence erschien ein Jahr nach dem Debüt und weist mit einer eigenwilligen Interpretation des Jimi-Hendrix-Titels Purple Haze erstmals eine Coverversion auf. Eine geplante US-Tour mit Sabbat und Rage wurde im letzten Moment abgesagt und Konzerte in England wurden wegen einer nicht erteilten Arbeitserlaubnis für die Musiker verschoben. Später im selben Jahr spielte die Band im Vorprogramm von Sacred Reich.

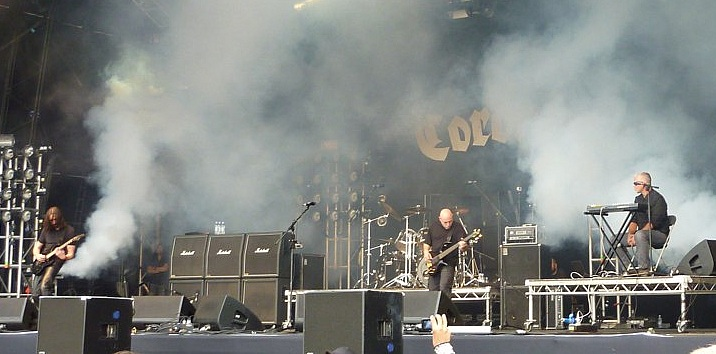
Coroner auf dem Bloodstock Open Air 2011

Nach dem dritten Album No More Color absolvierte die Band eine erste Headliner-Tournee durch Europa und wurde dabei von Watchtower unterstützt. Mental Vortex aus dem Jahr 1991 gilt gemeinhin als das Referenzwerk der Band. Das Album wurde im Sky Trak Studio in Berlin aufgenommen und im legendären Morrisound-Studio in Tampa, Florida von Tom Morris abgemischt. Mit I Want You (She’s So Heavy) ist erneut eine eigenwillige Coverversion vertreten, im Original von The Beatles. 1993 veröffentlichte die Band das Studioalbum Grin, das den Weg des Vorgängers konsequent fortsetzte. Erneut wurde das Album von Tom Morris abgemischt. Eine Europatour im Vorprogramm von Annihilator folgte.
1995 veröffentlichte die Band das Best-of-Album Coroner. Auf drei neuen Liedern des Albums ist Peter Haas (ex-Krokus, Calhoun Conquer, Mekong Delta) am Schlagzeug zu hören. Zu Beginn des Jahres 1996 absolvierten Coroner eine „Farewell“-Tournee in Frankreich und der Schweiz. An diesen Konzerten wurde eine Audiokassette namens The Unknown Unreleased Tracks 1985-1995 verkauft. Im gleichen Jahr wurde die Band aufgelöst. Vetterli gründete daraufhin die Band Clockwork, die 1996 wieder aufgelöst wurde. Edelmann trat 1997 als Teil von Thomas Gabriel Fischers neuer Band Apollyon Sun in Aktion und ist auf dem im Jahr 2000 erscheinenden Album Sub zu hören, ferner engagierte er sich im elektronischen Bereich der Musik. Broder wurde nicht mehr im Musikgeschäft tätig.
2005 kamen Gerüchte über eine mögliche Wiedervereinigung auf, die jedoch nach einem Treffen der Band mit einer Pressemitteilung dementiert wurden. 2010 entschied die Band, im nächsten Jahr wieder gemeinsam aufzutreten und dafür zu proben. Es wurden Konzerte in Lausanne, auf dem Maryland Deathfest, dem Hellfest Summer Open Air, dem Bloodstock Open Air sowie für 2012 auf dem 70000 Tons of Metal gebucht. In einem Interview sprach Tommy Vetterli einerseits davon, dass es sich hierbei um keine Wiederbelebung der Gruppe handele, sondern dass man nur ein paar Konzerte zusammen spielen werde. Andererseits schloss er aber die Produktion eines neuen Albums nicht kategorisch aus.

## Musikstil
Classic Thrash bezeichnet Coroner als «unzweifelhaft eine der besseren technischen Speed-/Thrash-Metal-Bands». Der charakteristische Klang der Band, der vom ersten Album R.I.P. an beibehalten wurde, ist «sehr schwer, nicht gerade der schnellste, aber technischer als bei der durchschnittlichen Band»; trotzdem klinge das Resultat «größtenteils ziemlich interessant und frisch». Das zweite Album Punishment for Decadence sei konsistenter als das Debüt, aber ihm fehle dessen Energie. Auf ihrem dritten Album No More Color, mit dem sie sich vom konventionellen Thrash Metal entfernte, klinge die Band trotz des technischen Aspekts und der Variation «vernichtend schwer und fokussiert»; es sei das «schwerste und vermutlich das beste von Coroners frühen Alben».

## Diskografie

### Studioalben
- 1986: Death Cult (Demo)
- 1987: R.I.P.
- 1988: Punishment for Decadence
- 1989: No More Color
- 1991: Mental Vortex
- 1993: Grin

### Best-of-Alben
- 1995: Coroner (Best Of mit neuen Liedern und Remixen)

### Singles und EPs
- 1989: Purple Haze
- 1989: Die by My Hand
- 1991: I Want You (She’s So Heavy)

### Videoalben
- 1990: No More Color Tour 1990 – Live in East Berlin (VHS)